# William Charles Skurla
William Charles Skurla (Duluth, 1º giugno 1956) è un arcivescovo cattolico statunitense della Chiesa greco-cattolica rutena, dal 19 gennaio 2012 arcieparca metropolita di Pittsburgh.

## Biografia
William Charles Skurla è nato a Duluth il 1º giugno 1956.

### Formazione e ministero sacerdotale
Ha frequentato la scuola primaria e secondaria nelle scuole cattoliche e pubbliche nella sua città natale. Ha studiato alla Columbia University di New York dove si è laureato nel 1981.
Ha compiuto gli studi teologici nella Washington Theological Union a Washington e nel seminario vincenziano di Palmerston, in Pennsylvania. Ha proseguito la formazione religiosa nell'Ordine dei frati minori di rito bizantino tra i quali ha emesso la professione solenne.
Il 23 maggio 1987 è stato ordinato presbitero. È stato direttore delle vocazioni per i francescani bizantini nel monastero della Dormizione a Sybertsville.
Il 1º novembre 1993 si è incardinato nell'eparchia di Van Nuys. In seguito è stato parroco della parrocchia di Santa Melania a Tucson e consultore eparchiale.

### Ministero episcopale
Il 18 febbraio 2002 papa Giovanni Paolo II lo ha nominato eparca di Van Nuys. Ha ricevuto l'ordinazione episcopale il 23 aprile successivo dall'eparca di Passaic Andrew Pataki, co-consacranti l'eparca di Parma Basil Myron Schott e l'eparca emerito di Van Nuys George Martin Kuzma.
Il 6 dicembre 2007 papa Benedetto XVI lo ha nominato eparca di Passaic. Ha preso possesso dell'eparchia il 29 gennaio successivo.
Il 19 gennaio 2012 lo stesso papa Benedetto XVI lo ha promosso arcieparca metropolita di Pittsburgh e presidente del Consiglio della Chiesa greco-cattolica rutena. Ha preso possesso dell'arcieparchia il 18 aprile successivo.
Nel maggio del 2012 e nel febbraio del 2019 ha compiuto la visita ad limina.
È stato anche amministratore apostolico di Passaic dal 29 ottobre al 4 dicembre 2013 e di Parma dal 7 maggio 2016 al 24 giugno 2017.

## Genealogia episcopale e successione apostolica
La genealogia episcopale è:
- Cardinale Scipione Rebiba
- Cardinale Giulio Antonio Santori
- Cardinale Girolamo Bernerio, O.P.
- Arcivescovo Galeazzo Sanvitale
- Cardinale Ludovico Ludovisi
- Cardinale Luigi Caetani
- Cardinale Ulderico Carpegna
- Cardinale Paluzzo Paluzzi Altieri degli Albertoni
- Papa Benedetto XIII
- Papa Benedetto XIV
- Papa Clemente XIII
- Cardinale Marcantonio Colonna
- Cardinale Giacinto Sigismondo Gerdil, B.
- Cardinale Giulio Maria della Somaglia
- Cardinale Carlo Odescalchi, S.I.
- Cardinale Costantino Patrizi Naro
- Cardinale Lucido Maria Parocchi
- Papa Pio X
- Papa Benedetto XV
- Papa Pio XII
- Cardinale Eugène Tisserant
- Arcivescovo Nicholas Thomas Elko
- Arcivescovo Stephen John Kocisko
- Vescovo Andrew Pataki
- Arcivescovo William Charles Skurla

La successione apostolica è:
- Vescovo Kurt Richard Burnette (2013)
- Vescovo Robert Mark Pipta (2023)
- Vescovo Artur Olexandrovych Bubnevych (2025)